# Russula illota
Russula illota là một loài nấm không ăn được trong chi Russula. Nó thường được tìm thấy trong các khu rừng lá rụng và lá kim trên đá phấn.